# Pèrèrè
Pèrèrè è una città situata nel dipartimento di Borgou nello Stato del Benin con 51 046 abitanti (stima 2006).

## Amministrazione
Il comune è formato dai seguenti 6 arrondissement:
- Gninsy
- Guinagourou
- Kpané
- Pébié
- Pèrèrè
- Sontou